# 연구소재중앙센터
연구소재중앙센터(硏究所材中央-)는 연구소재은행의 표준운영 가이드라인 개발과 인증, 은행원의 교육 및 인증, 국내외 네트워크 구축 및 협력활동 등을 목적으로 설립된 재단법인이다. 2008년 4월 1일 설립되었으며, 서울시 노원구 화랑로 621 서울여자대학교 50주년기념관 324호에 위치하고 있다.

## 같이 보기
- 한국연구재단
- 서울테크노파크